# 退休顏料商探案
《退休顏料商探案》是柯南·道爾所著的福爾摩斯探案的56個短篇故事之一，收錄於《福爾摩斯檔案簿》。

## 故事簡介
退休顏料商的太太跟年輕醫生拿走了顏料商的股票債券等資產後私奔，顏料商於是向福爾摩斯求助。福爾摩斯於是請華生先到顏料商家中查探，華生回報的最大線索是顏料商竟然在家中油漆。後來有一來自偏遠地方的線報指見到顏料商太太，所以福爾摩斯又請華生陪同顏料商前往。兩人回來後，警方即拘捕該顏料商，原因是殺害妻子及鄰居。福爾摩斯認為顏料商在家中油漆，只是利用油漆的氣味掩蓋事情，於是偽造消息騙顏料商離開，然後潛入家中搜查線索，最終發現顏料商用煤氣毒害妻子及鄰居。